# Vicekung
Vicekung (vicekonung) betecknar vanligen en monarks omedelbare ställföreträdare i ett biland. Så brukades detta namn (eng. viceroy) i dagligt tal om brittiska kronans högtbetrodde representant i Indien och på Irland, trots att de officiella titlarna var "Governor general of India" och "Lord-lieutenant-general and general governor of Ireland". Före 1800-talet använde sig även Spanien av en rad olika vicekungsbefattningar, såväl i Amerika, som i de spanska länderna i Europa utanför Kastilien.

## Norge
Av samma slag var också det vicekungadöme, som i juli 1814 från norsk sida föreslogs för Norge under unionen med Sverige. Namnet togs upp i de svenska förslagen till norsk grundlov, men i en annan mening, som även blev fastslagen i den norska grundlagen. "Vicekongen" blev nämligen inte någon permanent institution, utan tillsattes efter kungens behag och Norges vicekung lade alltid ned sitt uppdrag, då kungen själv kom till Norge. 
Hans makt inskränktes till ordförande i det statsrådet, med två röster vid lika röstetal. Självständig rätt ägde han endast till att vid speciella tillfällen utse extra statsrådsledamöter. Ämbetet var således likt riksståthållarens men till vicekung kunde endast kronprinsen och dennes äldste son utses. Som kunglig prins förde han hovstat och kunde inte kallas inför stortinget och inte heller ställas inför riksrätt. Dessutom var det föreskrivet, att han måste bo i Norge och inte fick lämna landet längre än 3 månader. 
Den sista bestämmelsen gjorde att platsen endast var besatt fem gånger, nämligen en kort tid 1816 (kronprins Karl Johan), fyra månader 1824 och ett par månader 1833 (kronprins Oscar (I)), maj 1856–juni 1857 (kronprins Karl (XV)) och slutligen en vecka i mars 1884 (kronprins Gustaf).
Med tiden började den norska uppfattningen av ämbetet förändras. I början, och fortfarande av 1844 års kommitté, ansågs det vara till fördel för Norge. Senare ansågs det vara ett provinsmärke på Norge. När det även visade sig sakna praktisk betydelse och dessutom befarades vara avsett att blanda in en kommande kung i partistriden, togs det helt bort i 1867 års kommittéförslag och avskaffades 30 juni 1891 genom beslut i Norges statsråd.

## Kina
Titeln vicekung användes ofta i västvärlden för att beteckna generalguvernören (zongdu 總督) i Qingdynastins Kina, som i allmänhet hade ansvar för två provinser och lydde direkt under kejsaren.